# Suore di Gesù misericordioso
Le Suore di Gesù misericordioso (in polacco Sióstr Jezusa Miłosiernego) sono un istituto religioso femminile di diritto pontificio.

## Storia

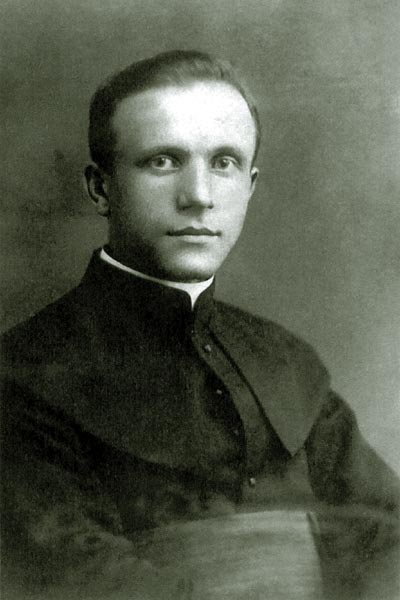
Michał Sopoćko, fondatore della congregazione

La congregazione ebbe principio nel 1942 a Vilnius per l'influenza del sacerdote Michał Sopoćko: la spiritualità dell'istituto è legata agli scritti di suor Faustina Kowalska, di cui Sopoćko era stato direttore spirituale, ma la sua morte precoce impedì alla religiosa polacca di partecipare alla fondazione; neanche Sopoćko intervenne direttamente, ma rimase in contatto epistolare costante con le prime suore curando la loro formazione.
La vita comune delle religiose iniziò solo nel 1947 a Myślibórz; la congregazione fu canonicamente eretta il 2 agosto 1955 da Zygmunt Szelążek, vicario capitolare di Gorzów.

## Attività e diffusione
Le suore si dedicano alla propagazione della devozione a Gesù misericordioso e all'apostolato nelle parrocchie.
Sono presenti in Bielorussia, Brasile, Canada, Croazia, Francia, Germania, Israele, Lituania, Polonia, Ucraina; la sede generalizia è a Gorzów Wielkopolski.
Alla fine del 2008 la congregazione contava 137 religiose in 33 case.